# 聖格奧爾基鄉 (圖爾恰縣)

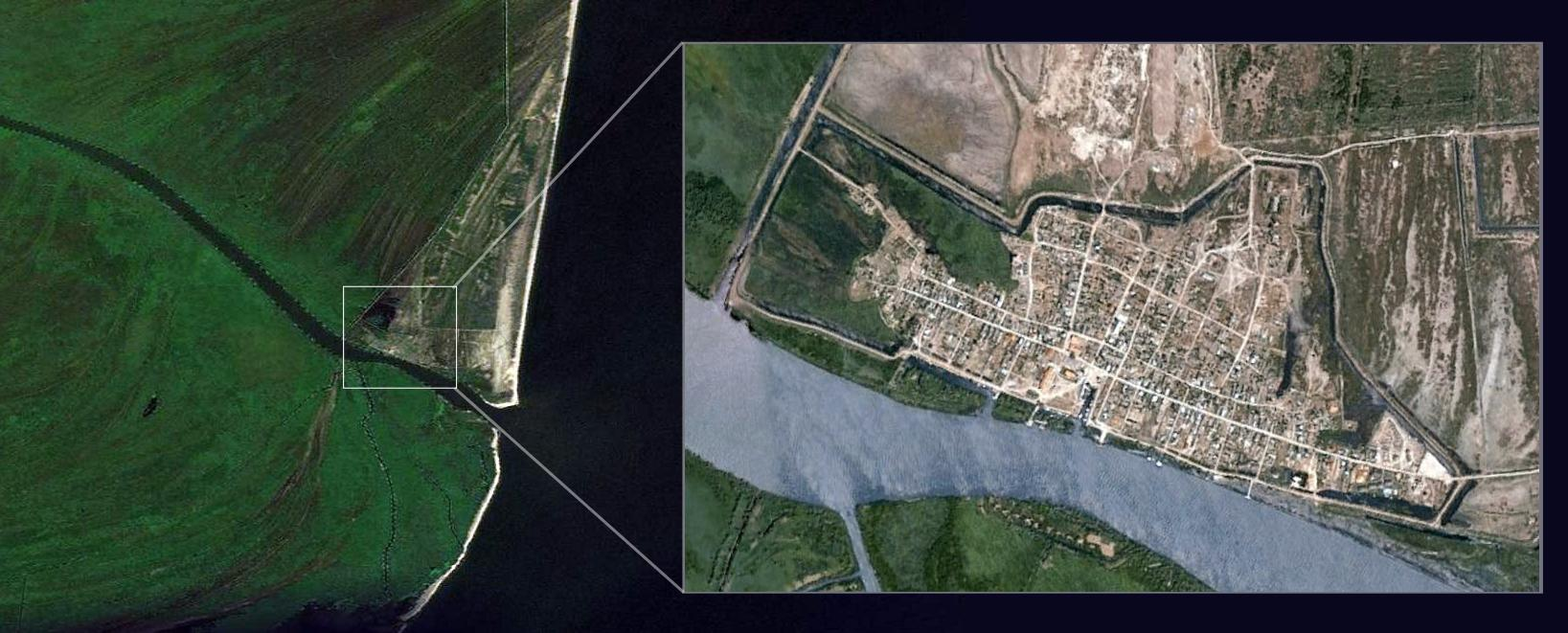

44°53′N 29°36′E / 44.883°N 29.600°E
聖格奧爾基鄉（羅馬尼亞語：Comuna Sfântu Gheorghe, Tulcea），是羅馬尼亞的鄉份，位於該國東南部，由圖爾恰縣負責管轄，面積606平方公里，海拔高度1米，2002年人口971，人口密度每平方公里2人。